# Coregonus lavaretus
Coregonus lavaretus és una espècie de peix de la família dels salmònids i de l'ordre dels salmoniformes.

## Morfologia
Els mascles poden assolir els 73 cm de llargària total i els 10 kg de pes.

## Reproducció
Fresa durant la nit.

## Alimentació
Menja crustacis planctònics i bentònics.

## Depredadors
És depredat per Coregonus peled -a Rússia-, el lluç de riu (Esox lucius) -a Anglaterra i Gal·les-, Sander lucioperca -a Finlàndia- i la truita comuna (Salmo trutta) -a Finlàndia-.

## Hàbitat
Viu a àrees de clima temperat (entre 4-16 °C).

## Distribució geogràfica
Es troba a Europa i ha estat introduït a l'Iran (1965-1967).